# Bildtafel der Schifffahrtszeichen in Deutschland
Die Bildtafeln der Schifffahrtszeichen in Deutschland sind auf die folgenden drei Artikel aufgeteilt:
- Bildtafel der Binnenschifffahrtszeichen in Deutschland
- Bildtafel der Seeschifffahrtszeichen in Deutschland
- Bildtafel der Schifffahrtszeichen auf dem Bodensee (ebenfalls in Österreich und der Schweiz gültig)